# Anthreptes longuemarei
El suimanga violeta (Anthreptes longuemarei) es una especie de ave paseriforme de la familia Nectariniidae propia del África subsahariana. Se encuentra principalmente en las regiones con mesobosques.